# Tørring-Uldum Kommune
| Strukturdaten       | Strukturdaten     |
| ------------------- | ----------------- |
| Sitz der Verwaltung | Uldum             |
| Fläche              | 189,45 km²        |
| Einwohner           | 12.519 (2005)     |
| Kommune seit 2007   | Hedensted Kommune |

Tørring-Uldum Kommune war bis Dezember 2006 eine dänische Kommune im damaligen Vejle Amt im Osten von Jütland. Seit Januar 2007 ist der größte Teil zusammen mit der “alten” Hedensted Kommune und der Juelsminde Kommune Teil der neuen Hedensted Kommune. Das Kirchspiel Grejs schloss sich der neuen Vejle Kommune an.
Tørring-Uldum Kommune entstand im Zuge der dänischen Verwaltungsreform von 1970 und umfasste folgende Sogn:
- Grejs Sogn
- Hammer Sogn
- Hornborg Sogn
- Hvirring Sogn
- Langskov Sogn
- Linnerup Sogn
- Sindbjerg Sogn
- Tørring Sogn
- Uldum Sogn
- Åle Sogn